# Sistema Nacional de Transplantes
O Sistema Nacional de Transplantes (SNT) é o órgão do Ministério da Saúde que centraliza o transplante e a doação de órgãos no Brasil. De acordo com o Ministério da Saúde do Brasil, existe uma lista de espera para transplantes e esta lista é a mesma tanto na rede pública quanto na privada. A ordem de preferência para as pessoas a receberem os órgãos obedece a critérios técnicos, em que tipagem sanguínea, compatibilidade de peso e altura, compatibilidade genética e critérios de gravidade distintos.